# Aguilcourt
Aguilcourt település Franciaországban, Aisne megyében. Lakosainak száma 405 fő (2022. január 1.). Aguilcourt Bertricourt, Condé-sur-Suippe, Orainville, Variscourt, Berméricourt és Cormicy községekkel határos.

## Népesség
A település népességének változása:
| Lakosok száma | 242  | 252  | 328  | 342  | 395  | 398  | 384  | 380  | 382  | 405  |
|               | 1968 | 1982 | 1990 | 2006 | 2013 | 2015 | 2017 | 2019 | 2020 | 2022 |